# Cary (Illinois)
Cary es una villa ubicada en el condado de McHenry en el estado estadounidense de Illinois. En el Censo de 2010 tenía una población de 18271 habitantes y una densidad poblacional de 1.109,72 personas por km².

## Geografía
Cary se encuentra ubicada en las coordenadas 42°12′44″N 88°14′59″O / 42.21222, -88.24972. Según la Oficina del Censo de los Estados Unidos, Cary tiene una superficie total de 16.46 km², de la cual 16.24 km² corresponden a tierra firme y (1.38%) 0.23 km² es agua.

## Demografía
Según el censo de 2010, había 18271 personas residiendo en Cary. La densidad de población era de 1.109,72 hab./km². De los 18271 habitantes, Cary estaba compuesto por el 91.87% blancos, el 0.66% eran afroamericanos, el 0.16% eran amerindios, el 2.44% eran asiáticos, el 0.01% eran isleños del Pacífico, el 3.13% eran de otras razas y el 1.73% pertenecían a dos o más razas. Del total de la población el 8.9% eran hispanos o latinos de cualquier raza.